# Fürstentag von Ljubetsch

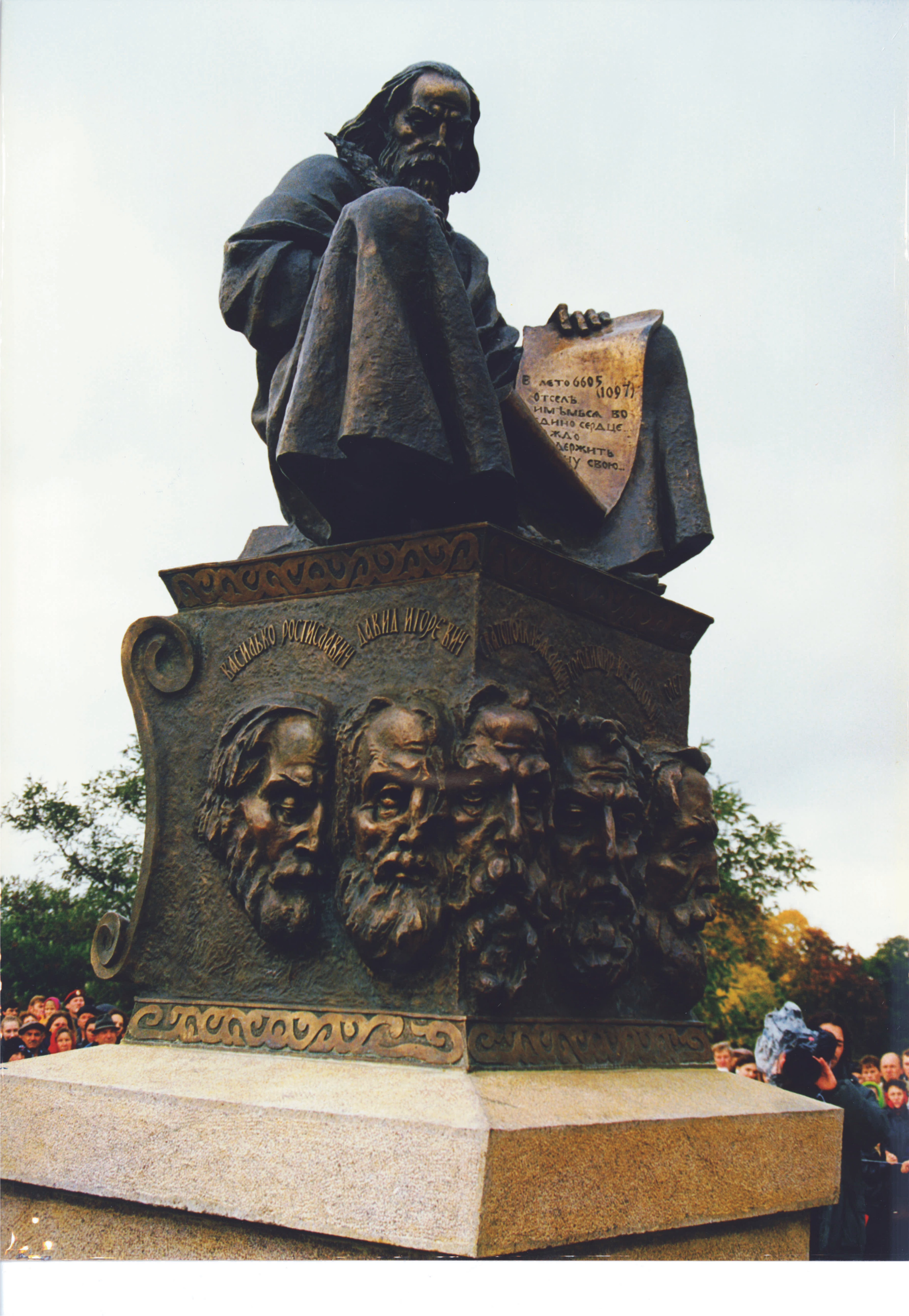
Ein Denkmal zur Erinnerung an das Ereignis in Ljubetsch (1997)

Der Fürstentag von Ljubetsch (russisch Любечский съезд) war eine Zusammenkunft der ostslawischen Fürsten 1097 in der Stadt Ljubetsch (Fürstentum Tschernigow). Sie hatte das Ziel, die Feudalfehden zu beenden, die die Kiewer Rus vor dem Hintergrund der Gefahr, die von den Polowzern ausging, schwächten. Beim Fürstentag waren sechs der wichtigsten Rurikiden-Fürsten anwesend. Die wichtigste Entscheidung, die auf dem Fürstentag beschlossen wurde, war die Aufgabe der jahrhundertealten Nachrückordnung (лествичное право), nach der die Fürsten gemäß dem Senioratsprinzip zwischen den Teilfürstentümern wechselten. Künftig behielten alle Rurikiden-Linien ihre Ländereien in dauerhaftem Besitz. Diese Entwicklung legte den Grundstein für den feudalen Großgrundbesitz sowie für die Entwicklung alternativer Machtzentren zu Kiew.
- Fürst Swjatopolk Isjaslawitsch erhielt das Fürstentum Kiew, das Fürstentum Turow-Pinsk sowie die Großfürstenwürde.
- Fürst Wladimir Wsewolodowitsch Monomach erhielt das Fürstentum Perejaslaw, Rostow-Susdal, Smolensk und Beloosero
- Die Brüder Oleg Swjatoslawisch und Dawyd Swjatoslawitsch erhielten das Fürstentum Tschernigow, Rjasan, Murom und Tmutarakan
- Fürst Dawid Igorewitsch erhielt das Fürstentum Wolhynien
- Fürst Wassilko Rostislawitsch erhielt Terebowl, Tscherwen und Peremyschl